# Famille von Borstell
La famille von Borstell est une ancienne famille noble de l'Altmark. Elle est nommée d'après le siège familial du même nom.

## Histoire
La famille est mentionnée pour la première fois en juillet 1209 avec les frères Otto et Berwardus de Borstele dans un document du margrave Albert II de Brandebourg.
La famille possède des biens exclusivement dans l'Altmark. Les Borstell possèdent les domaines de Bellingen, Borstel, Brunkau, Cobelack, Dahlen, Darenstedt, Döbbelin, Eichstätt, Ost- und West Insel, Langen Salzwedel, Miltern, Nahrstädt, Ostheeren, Poritz, Schartau, Schindelhöfe, Schinne, Schorstädt, Groß - et Klein Schwarzlosen, Groß Schwechten, Stegelitz, Vielbaum, Windberge et Wollenrade. Les Borstell sont également au service du Mecklembourg.
Le 20 septembre 1820, Marie Brummer, fille adoptive de Wilhelmine von Borstell, reçoit la reconnaissance de noblesse prussienne Borstell, tout en conservant ses armoiries d'origine.

## Armes
Le blason principal montre un trèfle vert en argent, d'où émergent trois ailes d'aigle noires. Sur le casque avec des lambrequins noirs et argentés se trouvent quatre plumes d'autruche noires, entre lesquelles se dressent trois drapeaux de lance bleus avec des fanions agitant vers la gauche.
Il existe un lien de parenté avec les armoiries des von Bismarck de l'Altmark

## Personnalités
- Daniel Heinrich von Borstell (1638-1705), directeur régional de l'Altmark
- Georg Friedrich von Borstell (né le 24 janvier 1697 et mort le 27 juin 1741), seigneur de Schinne marié avec Marie Elisabeth, née Quast, de la branche de Protzen
  - Hans Friedrich Heinrich von Borstell (1730–1804), lieutenant général prussien
    - Karl Leopold Ludwig von Borstell (1773-1844), général de cavalerie prussien, membre du Conseil d'État et chevalier de l'ordre de l'Aigle noir
    - Karl Heinrich Emil Alexander von Borstell (1778–1856), lieutenant général prussien, marié en 1803 à Henriette Adelheid Oest von Driessen (née le 10 septembre 1783 et morte le 7 mars 1853)
- Ludwig Friedrich Hans Christoph von Borstell (de) (1759–1846), général de division prussien
- Ludwig von Borstell (1787-1839), colonel prussien, chevalier de l'ordre Pour le Mérite
- Louis Ernst Eduard von Borstell (de) (1812–1899), lieutenant général prussien
- Hans-Christoph von Borstell (de) (1897-1982), colonel allemand

## La famille von dem Borstell de Basse-Saxe
Les Borstell d'Altmark ne doivent pas être confondus avec la famille noble de Basse-Saxe von dem Borstell, qui se nomme d'après la maison ancestrale du même nom près de Bützfleth et qui est attestée pour la première fois le 16 janvier 1312 par Nicolaus de Borstele. Celui-ci porte dans l'écu d'argent trois (2, 1) roses rouges et sur le casque avec lambrequins rouge-argent trois plumes d'autruche (argent-rouge-argent).